# Fatima (film)
Fatima är en fransk-kanadensisk dramafilm från 2015 i regi av Philippe Faucon.
Filmen bygger på Fatima Elayoubis romaner Prière à la lune och Enfin, je peux marcher seule.

## Utmärkelser
Fatima vann bland annat Louis Delluc-priset 2015 och Césarpriset för bästa film 2016.

## Roller (urval)
- Soria Zeroual – Fatima
- Zita Hanrot – Nesrine
- Kenza Noah Aïche – Souad
- Chawki Amari – fadern
- Dalila Bencherif – Leila
- Edith Saulnier – Séverine